# باتريك برويل
باتريك برويل (بالفرنسية: Patrick Bruel )‏
```
(و. 
1959  
م
) هو 
ممثل
[
7
]
، 
ومغني
، 
ومغن ومؤلف
، 
وموسيقي
[
7
]
، 
وممثل مسرحي
، وممثل أفلام، من 
فرنسا
، ولد في 
تلمسان
 شمال غرب الجزائر.
```

## التعليم
تعلم في مدرسة هنري الرابع.

## جوائز
حصل على جوائز منها:
- فارس وسام الاستحقاق الوطني
- Prix Raoul-Breton  [لغات أخرى]‏.

## وصلات خارجية
- باتريك برويل على موقع IMDb (الإنجليزية)
- باتريك برويل على موقع قاعدة بيانات الأفلام العربية
- باتريك برويل على موقع ألو سيني (الفرنسية)
- باتريك برويل على موقع ميوزك برينز (الإنجليزية)
- باتريك برويل على موقع أول موفي (الإنجليزية)
- باتريك برويل على موقع قاعدة بيانات الأفلام السويدية (السويدية)
- باتريك برويل على موقع إن إن دي بي (الإنجليزية)
- باتريك برويل على موقع أول ميوزيك (الإنجليزية)
- باتريك برويل على موقع ديسكوغز (الإنجليزية)
- باتريك برويل على موقع قاعدة بيانات الفيلم (الإنجليزية)